# Bractwo Więzienne
Bractwo Więzienne – polskie stowarzyszenie ewangelicznej pomocy więźniom z siedzibą w Warszawie zarejestrowane w 1992 roku, od 1993 członek międzynarodowej organizacji ekumenicznej (ang.) Prison Fellowship International (PFI) a od 1994 członek Rady Ruchów Katolickich w Polsce.
Bractwo jest wspólnotą osób, które głoszą Ewangelię w zakładach karnych, wspomagając w posłudze kapelanów więziennych. Zrzesza ok. 400-700 członków wolontariuszy i ok. 500 sympatyków.
Zostało założone w 1992 roku przez naczelnego kapelana więziennictwa RP i ówczesnego proboszcza parafii św. Józefa Oblubieńca w Warszawie – ks. Jan Sikorskiego (ur. 1935), oraz jego współpracownicę Janinę (Nina) Szweycer-Grupińską (1914-1994), która została jego pierwszym prezesem.
Jednostki terenowe Bractwa działają w: Bydgoszczy, Koszalinie, Szczecinie i Wrocławiu, gdzie funkcjonuje m.in. dom dla byłych więźniów.
Celem Bractwa jest pomoc osadzonym i ich rodzinom. W jednostkach terenowych organizowane są m.in. spotkania biblijne i modlitewne, prowadzone są indywidualne rozmowy z więźniami, organizowana jest pomoc w rozwiązywaniu konfliktów rodzinnych, a także pomoc w przystosowaniu się do życia na wolności po wyjściu z więzienia (m.in. przy znalezieniu mieszkania czy pracy).
W 2009 roku, z inicjatywy Bractwa, został ustanowiony Dzień Modlitw za Więźniów.